# ハンドボールノルウェー女子代表
ハンドボールノルウェー女子代表は、ノルウェーハンドボール連盟(NHF)によって編成されるノルウェーの女子ハンドボールナショナルチームである。欧州ハンドボール連盟(EHF)に所属する。

## 成績

### オリンピック
- 1988年 - 準優勝
- 1992年 - 準優勝
- 1996年 - 4位
- 2000年 - 3位
- 2004年 - 予選敗退
- 2008年 - 優勝
- 2012年 - 優勝
- 2016年 - 3位
- 2020年 - 3位

### 世界選手権
- 1971年：7位
- 1973年：8位
- 1975年：8位
- 1982年：7位
- 1986年：3位
- 1990年：6位
- 1993年：3位
- 1995年：4位
- 1997年：2位
- 1999年：優勝
- 2001年：2位
- 2003年：6位
- 2005年：9位
- 2007年：2位
- 2009年：3位
- 2011年：優勝
- 2013年：

### 欧州選手権
- 1994年：3位
- 1996年：2位
- 1998年：優勝
- 2000年：6位
- 2002年：2位
- 2004年：優勝
- 2006年：優勝
- 2008年：優勝
- 2010年：優勝
- 2012年：